# Microbotryum polygoni-alati
Microbotryum polygoni-alati är en svampart som först beskrevs av Thirum. & Pavgi, och fick sitt nu gällande namn av Vánky 1998. Microbotryum polygoni-alati ingår i släktet Microbotryum och familjen Microbotryaceae.   Inga underarter finns listade i Catalogue of Life.